# Sarotherodon melanotheron
Sarotherodon melanotheron, im Deutschen manchmal als Schwarzkehlmaulbrüter bezeichnet, ist eine afrikanische Buntbarschart, die in Lagunen und Flussmündungen von Mauretanien bis Kamerun vorkommt. Die Art wurde vom Menschen nach Florida, Thailand und auf die Philippinen eingeführt. Sie ist die Typusart der Gattung Sarotherodon und wurde durch den deutscher Naturwissenschaftler und Afrikaforscher Eduard Rüppell 1852 bei Einführung der Gattung erstbeschrieben.
Es werden drei bis vier Unterarten unterschieden:
- Sarotherodon melanotheron dolloi, Kouilou bis Kongomündung, eine Unterart von Sarotherodon nigripinnis bei Stiassny et al. (2007)[2]
- Sarotherodon melanotheron heudelotii, Brackwassergebiete von Senegal bis Guinea
- Sarotherodon melanotheron leonensis, Brackwassergebiete von Sierra Leone und Liberia
- Sarotherodon melanotheron melanotheron, Elfenbeinküste bis Benin

Das Ursprungsgebiet der Art liegt im Bereich zwischen der Kongomündung und Gabun. Von dort aus besiedelte sie im Verlauf der letzten 2,5 Millionen Jahre die Küste Westafrikas.
Sarotherodon melanotheron nigripinnis, verbreitet vom Mbini bis zur Kongomündung, gilt inzwischen als eigenständige Art.

## Merkmale
Sarotherodon melanotheron erreicht eine Gesamtlänge von 15 bis 28 cm. Er ist je nach Unterart mehr oder weniger hochrückig und immer seitlich stark abgeflacht. Die Färbung der Rückens ist bräunlich, die Flanken sind grausilbrig oder graublau, oft mit dem Glanz von Messing. Bei Jungfischen sind hin und wieder sechs dunkle Querstreifen zu sehen. Die Flossen sind transparent, oft mit einem leicht gelblichen Farbton. Die Rückenflosse hat in der Regel einen rötlichen oberen Rand. Namensgebend und arttypisch ist ein schwarzer Bereich, der sich vom Maul bis zum unteren Rand des Kiemendeckels erstreckt (melanos = schwarz; anthereon = Kinn). In der Fortpflanzungszeit bekommt der ganze untere Kopfbereich eine schwarze Färbung und weitere schwarze Markierungen erscheinen auf der Stirn und im Nacken. Auch die untere Hälfte des vorderen Rumpfdrittels wird dunkel. Die Intensität der Schwarzfärbung ist bei den Weibchen geringer und auch zwischen den Unterarten verschieden. Der Schwanzstiel ist höher als lang.
Morphometrie:
- Flossenformel: Dorsale XV–XVII/10–12, Anale III/8–10.
- Wirbel: 26–28

## Lebensweise
Sarotherodon melanotheron verträgt eine relativ hohe Salinität und kommt sowohl in Süßgewässern als auch im Brackwasser oder im Meerwasser vor, z. B. in Mangroven. Er ist weitgehend nachtaktiv, bildet kleine Schwärme und ernährt sich von Aufwuchs, Detritus, Muscheln und Zooplankton. Sarotherodon melanotheron ist ein Maulbrüter, bei dem normalerweise das Männchen die Brutpflege übernimmt. Die Weibchen beteiligen sich daran nur, wenn das Männchen nicht alle Eier aufnimmt. Die Jungfische schwimmen nach 14 bis 16 Tagen frei.